# Hugh Willoughby

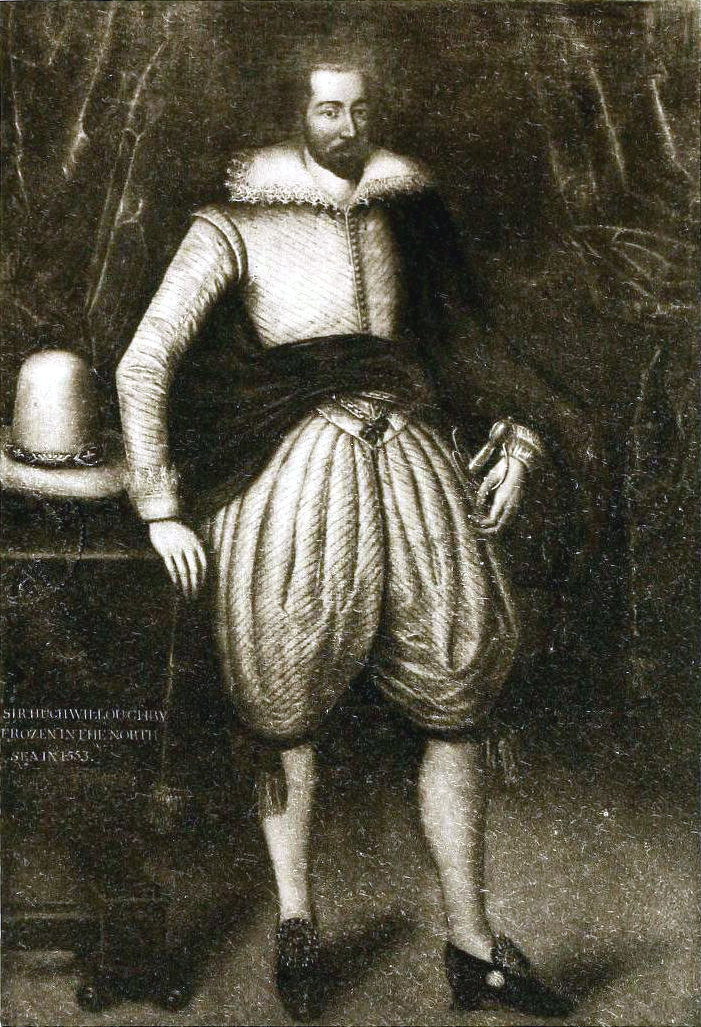
Hugh Willoughby, um 1550

Sir Hugh Willoughby († 1554 in der Mündung der Warsina) war ein englischer Offizier und Expeditionsleiter. Er war der erste Westeuropäer, der die Nordostpassage suchte.

## Leben
Willoughby kämpfte 1513 in der Schlacht von Flodden Field gegen Schottland und wurde während eines erneuten Feldzugs gegen die Schotten am 18. Mai 1544 zum Knight Bachelor geschlagen. 1553 befehligte er eine Flotte aus drei Schiffen mit 111 Mann an Bord (darunter elf Kaufleute), die eine Nordostpassage nach China finden sollte. Willoughby hatte selbst keine nautische Ausbildung erhalten, war aber in Begleitung erfahrener Kapitäne wie Richard Chancellor und Stephen Borough, die beide auf der Edward Bonaventure segelten. Willoughby selbst befehligte die Bona Esperanza und Cornelius Durforth die Bona Confidentia. Die Schiffe verließen London am 10. Mai 1553 und sichteten am 14. Juli die norwegische Küste. Nördlich der Lofoten geriet die Flotte Anfang August in einen Sturm, bei dem die Edward Bonaventure von den anderen Schiffen getrennt wurde. Willoughby segelte mit den verbliebenen zwei Schiffen zunächst nach Nordosten, dann nach Südosten, um den für diesen Fall vereinbarten Treffpunkt Vardø anzulaufen, wo die Edward Bonaventure auch sieben Tage wartete. Willoughby verpasste den Treffpunkt und segelte nach Nordosten weiter, wo er schließlich am 72. nördlichen Breitengrad auf Land traf, ohne dieses jedoch betreten zu können, weil Eis und seichtes Wasser ihn daran hinderten. Nach heutiger Ansicht handelte es sich um Nowaja Semlja. Da Willoughby die geographische Länge aber nur sehr ungenau bestimmen konnte, ist es als eigenständige Insel (Willoughby’s Land) auf mehreren Landkarten des 16. und 17. Jahrhunderts verzeichnet.
Auf der Suche nach einem sicheren Hafen für dringende Reparaturarbeiten segelten die Schiffe wieder nach Südwesten bis an die Murmanküste. In der Mündung der Warsina gingen die Schiffe vor Anker. Willoughby war hier zur Überwinterung gezwungen, worauf er nur unzureichend vorbereitet war. Da er kein Logbuch führte, ist über die nächsten Monate fast nichts bekannt. Ein später gefundenes Papier belegt, dass Willoughby und die meisten seiner Leute im Januar noch am Leben waren, als aber russische Fischer die Schiffe im Frühjahr 1554 fanden, lebte keiner der 62 Männer mehr. Als Todesursache wurden seinerzeit Hunger, Kälte und Skorbut angenommen. Vieles deutet aber darauf hin, dass die Männer an einer Kohlenmonoxidvergiftung gestorben sind.
Richard Chancellor erreichte mit der Edward Bonaventure das Weiße Meer, ließ sein Schiff dort zurück, reiste weiter nach Moskau und eröffnete damit eine neue Handelsroute.

## Würdigung

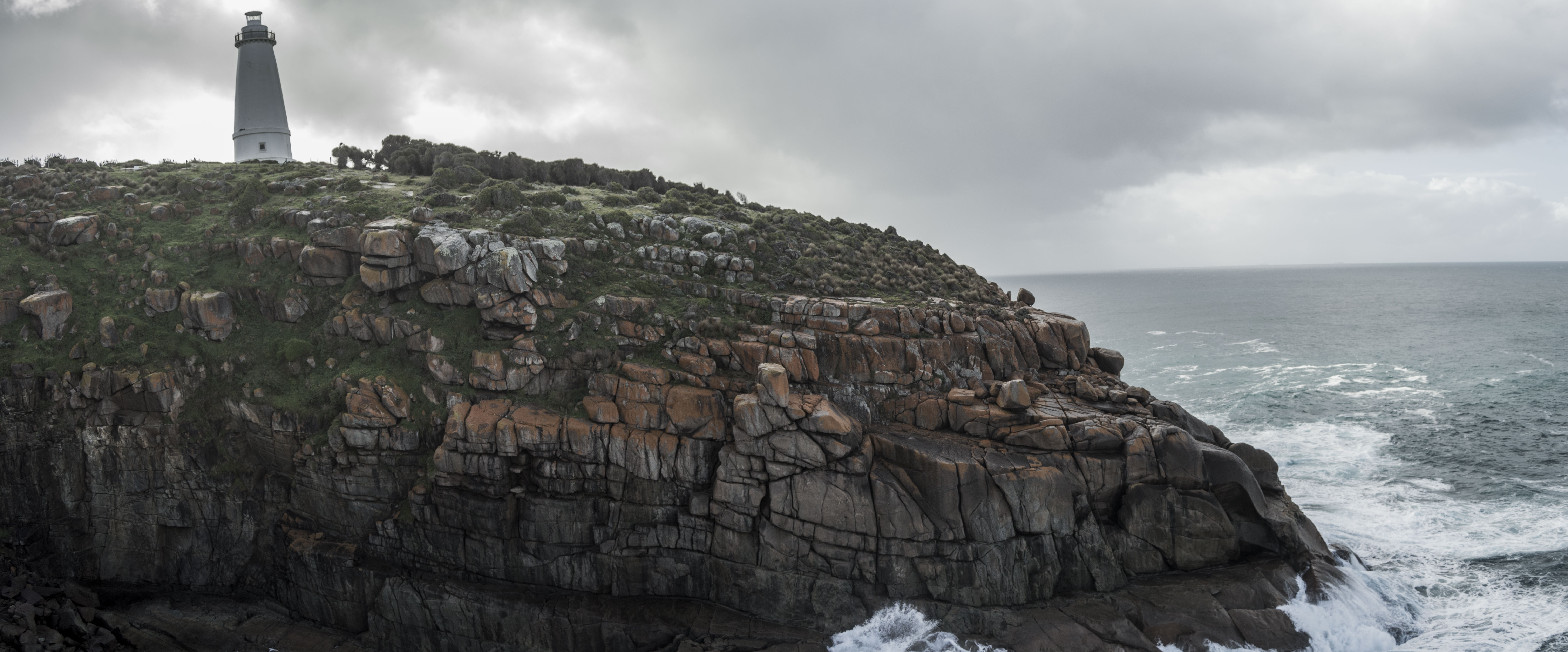
Leuchtturm

Das Ostkap von Kangaroo Island im australischen Bundesstaat South Australia ist ebenso nach ihm benannt wie der dort befindliche Leuchtturm und der Landschaftspark Cape Willoughby Conservation Park.